# Louis Germain Lévy
 (juillet 2022).
La mise en forme du texte ne suit pas les recommandations de Wikipédia : il faut le « wikifier ».
Les points d'amélioration suivants sont les cas les plus fréquents. Le détail des points à revoir est peut-être précisé sur la page de discussion.
- Les titres sont pré-formatés par le logiciel. Ils ne sont ni en capitales, ni en gras.
- Le texte ne doit pas être écrit en capitales (les noms de famille non plus), ni en gras, ni en italique, ni en « petit »…
- Le gras n'est utilisé que pour surligner le titre de l'article dans l'introduction, une seule fois.
- L'italique est rarement utilisé : mots en langue étrangère, titres d'œuvres, noms de bateaux, etc.
- Les citations ne sont pas en italique mais en corps de texte normal. Elles sont entourées par des guillemets français : « et ».
- Les listes à puces sont à éviter, des paragraphes rédigés étant largement préférés. Les tableaux sont à réserver à la présentation de données structurées (résultats, etc.).
- Les appels de note de bas de page (petits chiffres en exposant, introduits par l'outil «  Source ») sont à placer entre la fin de phrase et le point final[comme ça].
- Les liens internes (vers d'autres articles de Wikipédia) sont à choisir avec parcimonie. Créez des liens vers des articles approfondissant le sujet. Les termes génériques sans rapport avec le sujet sont à éviter, ainsi que les répétitions de liens vers un même terme.
- Les liens externes sont à placer uniquement dans une section « Liens externes », à la fin de l'article. Ces liens sont à choisir avec parcimonie suivant les règles définies. Si un lien sert de source à l'article, son insertion dans le texte est à faire par les notes de bas de page.
- La présentation des références doit suivre les conventions bibliographiques. Il est recommandé d'utiliser les modèles {{Ouvrage}}, {{Chapitre}}, {{Article}}, {{Lien web}} et/ou {{Bibliographie}}. Le mode d'édition visuel peut mettre en forme automatiquement les références.
- Insérer une infobox (cadre d'informations à droite) n'est pas obligatoire pour parachever la mise en page.

Pour une aide détaillée, merci de consulter Aide:Wikification.
Si vous pensez que ces points ont été résolus, vous pouvez retirer ce bandeau et améliorer la mise en forme d'un autre article.
Pour les articles homonymes, voir Lévy.

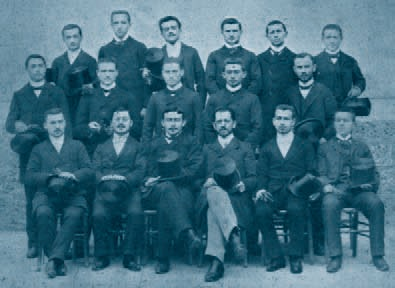
Louis Germain Lévy au séminaire en 1891, 3e en partant de la gauche debout

Louis Germain Lévy, né le 10 février 1870 à Paris et mort dans la même ville le 15 décembre 1946, est un rabbin français, créateur de la première synagogue libérale en France, l'Union libérale israélite de France à Paris.

## Biographie

### Famille
Louis Germain Lévy est fils de Isaac Lévy, négociant, et de Rosalie née Weill. Il se marie avec Alice Jacob le 23 juin 1919 dans le premier arrondissement de Paris.

### Études
Louis Germain Lévy fait ses études à l’École Halphen, rue Lafayette, la plus ancienne école juive de France. Il fréquente le Talmud Torah du Séminaire israélite de France. avant d’y entrer, devenant rabbin en 1895. Zadoc Kahn en fait son secrétaire particulier. Ses sujets de prédilection sont Maïmonide et l’histoire du judaïsme à l’époque du second Temple. Il est titulaire d’un Doctorat ès lettres soutenu à la Sorbonne , sur la famille dans l’Antiquité israélite, avec une thèse secondaire, la métaphysique de Maïmonide. Il est diplômé de l’Institut national des langues et civilisations orientales en 1893 en hébreu et de l’École pratique des hautes études de la 5e section (Sciences religieuse) en 1893 et de la 4e section (Sciences historiques et philologiques) en 1894.
Il effectue son service militaire au 28e régiment d’infanterie du 11 novembre 1893 au 1er novembre 1894.

### Grande synagogue de Paris
En 1895, préoccupé par l’abandon de la pratique religieuse, le grand-rabbin de France Zadoc Kahn, organise dans la grande synagogue de Paris des conférences le dimanche matin pour la jeunesse, avec une partie liturgique. Louis Germain Lévy y fait des exposés sur travail et travailleurs dans la Bible et le Talmud, dignité et humanité dans le judaïsme. Il conduit l'office du dimanche matin dans un oratoire de la Grande synagogue de Paris.

L'Union libérale israélite (ULI) en août 1900, propose de créer :
[…] soit en l’un des temples consistoriaux, soit dans un oratoire privé, un vrai office avec chants et prédications, au jour qui est à leurs yeux simplement plus propice, en se défendant de vouloir transférer au dimanche, le caractère sacré du samedi
.

### Dijon
Le 22 juillet 1901 il devient rabbin de Dijon et aumônier militaire .

### Le fondateur du judaïsme libéral français
En février 1904, Louis Germain Lévy publie une brochure intitulée Une religion rationnelle et laïque [sic]. La religion du XXe siècle. Inspiré par Auguste Comte, Ernest Renan et le catholicisme moderniste, il note : le judaïsme, éminent, doit s'adapter à la pensée contemporaine ; dépouillé de pratiques, institutions et coutumes obsolètes, de « tout résidu dogmatique » il peut devenir la religion du XXe siècle. Il s’inspire de Hyacinthe Loyson, prêtre excommunié.

### Opposition
Indésirable rue de la Victoire après la mort de Zadoc Kahn en décembre 1905, et avec la récente Séparation des Églises et de l’État, l’Union libérale israélite se constitue, indépendante du Consistoire de Paris.
Le Consistoire de Paris argue auprès du Consistoire central israélite de France que les réformes envisagées sont ”radicales”. Toutefois le préfet l’autorise.
En mars 1906, la revue Archives israélites fustige « la singulière prétention de l’Union libérale » dans laquelle elle ne veut voir qu’une velléité féministe, car l’Union « a pour patronne les dames appartenant à la meilleure société de Paris », qui se fourvoient en jouant les intellectuelles.
Le noyau directeur publie une lettre avec ses objectifs : sauf pour les (Chema Israël et Kedoucha), les prières conservées, sont récitées en français ; les offices sont courts ; la prédication devient centrale ; le service du samedi est complété par un office avec prédication le dimanche matin ; l’instruction religieuse est donnée aux enfants dans un « esprit moderne » ; la bar-mitsvah, simple formalité ; des conférences sont données sur le judaïsme.
Parmi les membres du premier bureau, Clarisse Eugène Simon et Marguerite Brandon-Salvador, initiatrices du projet restent dans l’ombre, leurs collègues masculins, Salvador Lévi, président, Alphonse Pereyra, vice- président, Gaston Bach, secrétaire, signent des articles dans la presse.
En juin 1906, Louis-Germain Lévy dépose, au congrès rabbinique, une « motion réformatrice » rejetée.
En janvier 1907, les Archives israélites décrivent le scandale : « Avoir installé un culte modern-style dans une salle appartenant au Consistoire ! » Les fidèles orthodoxes de la Victoire font pression sur le nouveau grand rabbin de France, Alfred Lévy, qui cède. Les libéraux doivent partir.

### Rue Copernic

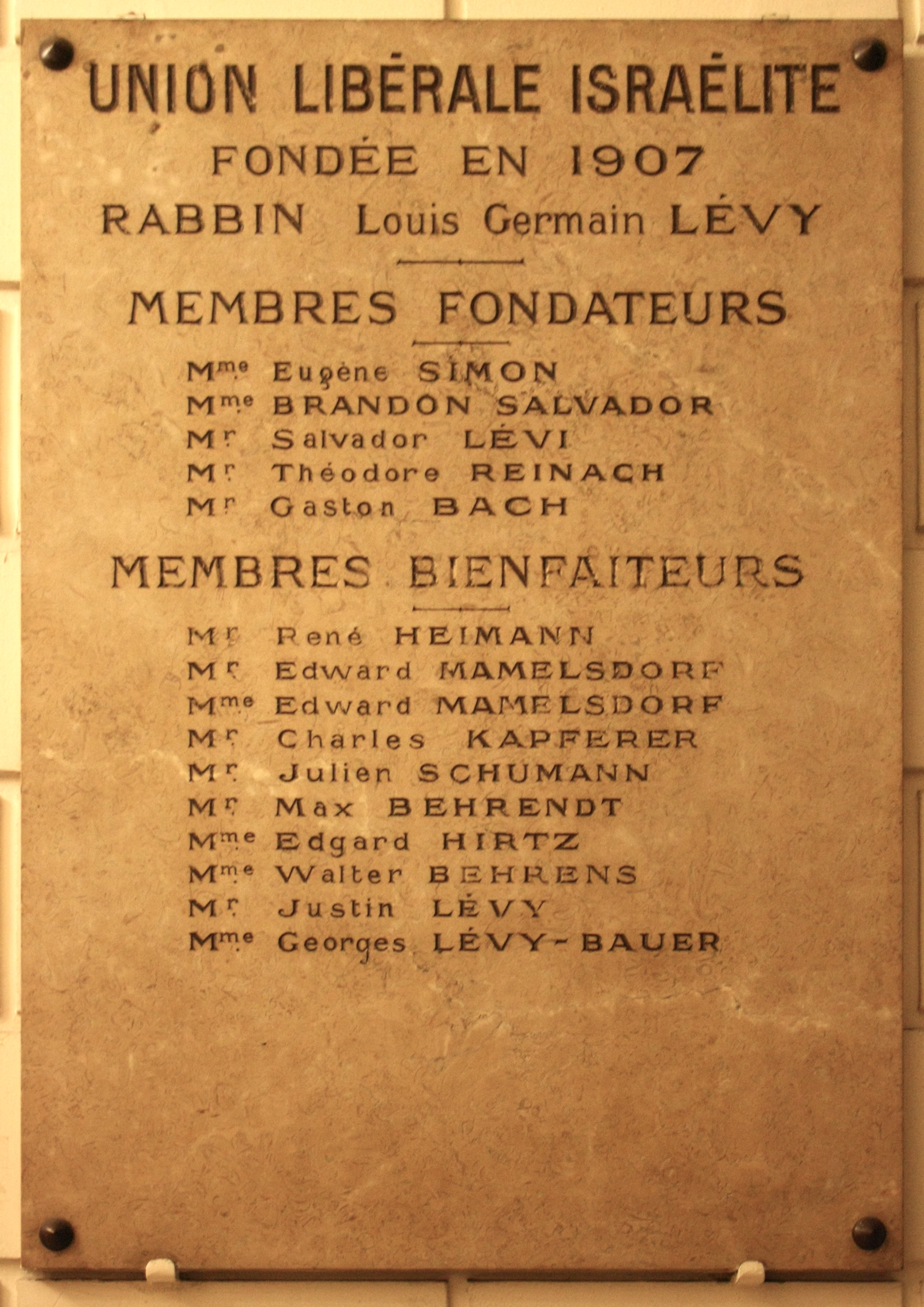
Liste des Fondateurs de l’Union libérale israélite de France

En 1902, Louis Germain Lévy soutenu par Alphonse Pereyra ouvre chez lui, 17 rue Greuze, un oratoire se voulant du “sinaïsme où judaïsme réformé”, “un rite”, “le rajeunissement de notre vieux culte”.
La nouvelle communauté loue au 24 rue Copernic, un atelier de peintre transformé pour accueillir environ 200 personnes.
Louis-Germain Lévy en devient le rabbin et loge à cette adresse. Marguerite Brandon-Salvador offre l’harmonium.
Le service inaugural est célébré le 1er décembre 1907. Le pasteur protestant Jules-Émile Roberty, présent, note la méconnaissance des prières, de l’hébreu, du rituel, ainsi lorsque Louis-Germain Lévy prononce, en français, la prière de Salomon pour la dédicace du Temple de Jérusalem, les fidèles, émus et étonnés, croient qu’il s’agit d’un texte écrit pour l’occasion,
 

Une thèse de doctorat protestante décrit la synagogue
La synagogue est ornée d’inscriptions hébraïques et françaises. Une tribune servant de chaire est au centre, entre les deux chandeliers à sept branches. Le rabbin porte la soutane, le rabat en dentelle, le taleth traditionnel. Il a la tête découverte comme les assistants. Les sexes ne sont pas séparés. Les prières essentielles se disent en hébreu, les autres en français ; le principal culte est devenu, par la force des choses, celui du dimanche matin et il est marqué par une conférence. Les fêtes ne sont solennisées qu’un jour au lieu de deux ; leur culte ne dépasse guère une heure.
Le rabbin veut bâtir « le temple de l’union universelle en Dieu », concilier science et pratique, culte et modernité. Actif dans le mouvement de réforme religieuse mondiale et œcuménique, il établit les rites de l’Union libérale israélite de France.
Les offices de Shabbat le vendredi soir (à 18 h) et du samedi matin (à 10 h 30) sont maintenus. Celui du dimanche, accompagné d’une prédication, attire aussi des libéraux d'autres religions, des francs-maçons et des adeptes de l’ésotérisme, des théosophes.
Un office, le premier dimanche du mois, est consacré à l’instruction religieuse des garçons. Jusqu’à la bar mitsvah, ils doivent suivre le jeudi des cours d’hébreu, d’histoire juive, de littérature et de « doctrines juives ».
Le dimanche 26 novembre 1911, Louis Germain Lévy invite Abdu'l-Baha Abbas, chef persan de la foi baha'ie et promoteur d'une religion universelle .

### Première Guerre mondiale
Durant la Première Guerre mondiale, il sert comme aumônier du Grand Quartier général.
Salvador Lévi le remplace. L'office du dimanche est plus fréquenté, il supprime celui du samedi. Louis Germain Lévy, en reprenant ses fonctions, ne le rétablit pas.

### De l’Oratoire à la Synagogue
En 1921, Louis Germain Lévy négocie l’acquisition de l’immeuble pour le compte de l’ULI.
Il charge l’architecte Marcel Lemarié (1864-1941) de créer une synagogue, inaugurée en 1924 pour les fêtes de Tishri.
Les mariages mixtes sont célébrés sans réticence. De réforme en réforme, de suppression en suppression, l’ULI finit par accepter des conversions au judaïsme sans circoncision, objet de scandale.
En mars 1922, L’Univers israélite fait dire au rabbin de Copernic : « Je remplace le sabbat, je me passe de la circoncision et j’autorise le mariage mixte ».

### Une communauté indépendante

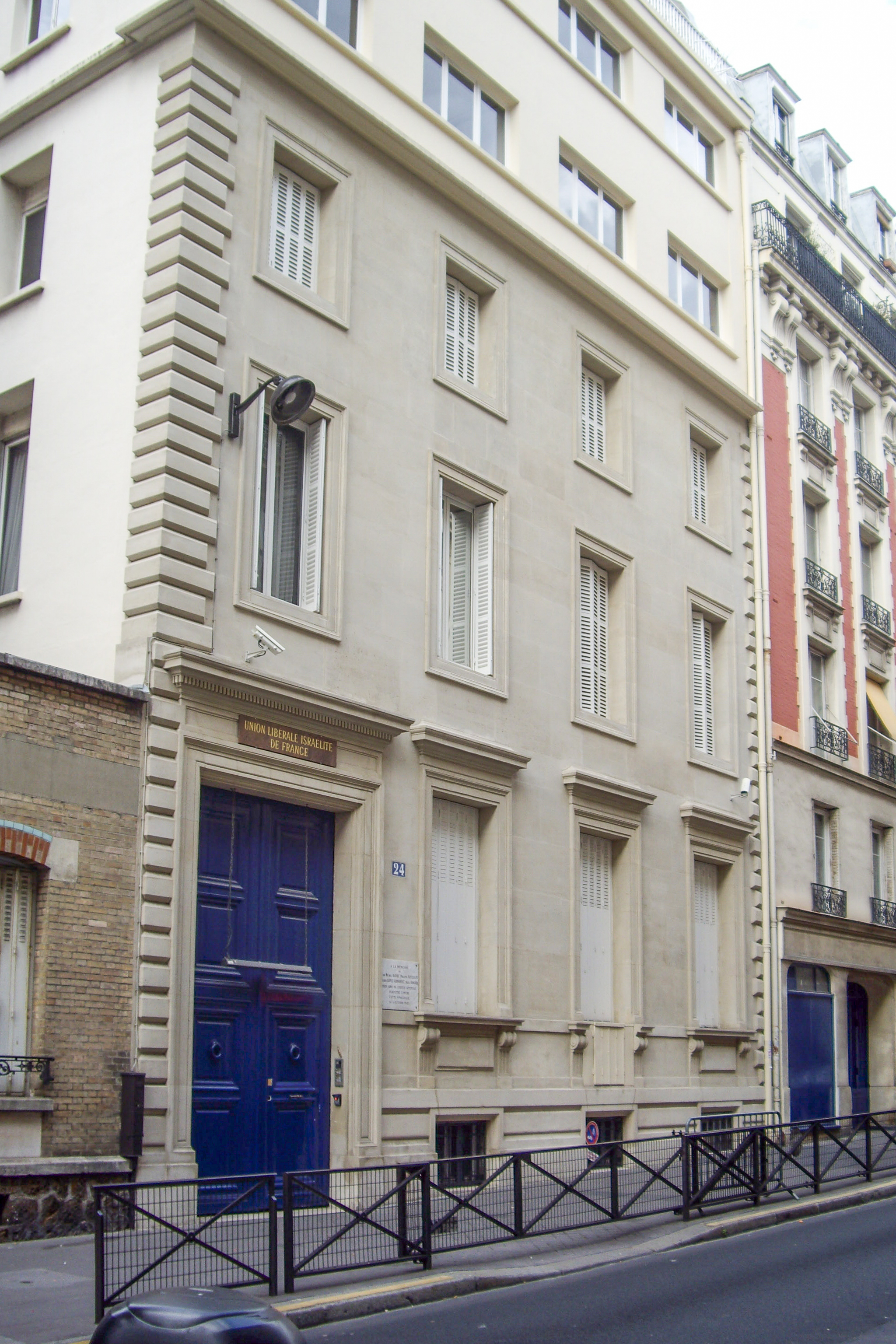
Synagogue de l’Union libérale israélite de France

Le 18 juin 1924, l’ULI fait « désormais partie de la communauté de Paris » association cultuelle non affiliée administrativement à l’association consistoriale.
L’office de shabbat est célébré à nouveau, en hébreu, le samedi matin. Les mariages mixtes sont supprimés, l’office du dimanche matin (sans lecture du Sefer Torah et avec une prière en français) est maintenu, les fidèles se couvrant la tête à leur gré, à l’exception des officiants ; le mélange des sexes est facultatif. Selon une correspondance de 1937 entre Maurice Liber et Julien Weill, Louis Germain Lévy continue de célébrer des mariages mixtes.
Avec la ligue du shabbat (1921), il encourage l'observation du shabbat, la présence aux offices, la récitation de l'havdalah, de la prière Hagomel, des prières pour les malades et les personnes en deuil et la Bénédiction sacerdotale.

### Une structure pour la jeunesse
Louis Germain Lévy crée en 1924, la Jeunesse libérale israélite, qui publie un journal Le Petit Rayon. Pour ce public il organise des conférences avec Léo Baeck, Edmond Fleg,Gershon Sholem, Martin Buber, Julius Guttmann, Naftali Herz Tur-Sinai, Hanoch Albeck, Joachim Prinz, Siegfried Silberstein des cours d’hébreu, d’histoire du judaïsme, des groupes d’études,des soirées dansantes, sorties, camps de vacances et crée une bibliothèque. Il encourage les jeunes à cotiser au KKL .
En 1927 et 1928, un Séder de Pessa'h se tient dans un restaurant, afin d’initier la jeunesse. En juin 1926, est inaugurée une « cérémonie d’initiation religieuse »: les jeunes au premier rang, le rabbin lit l’Amidah, suivie d’une profession de foi publique. Chaque « initié » récite un passage en montant à la tribune (bimah), puis passe devant le Sefer Torah et le rabbin lui impose les mains. La cérémonie, réglée minutieusement par Aimé Pallière, comprend des chœurs, les orgues, et une prière à la France. Sionisme et scoutisme allant pour lui de pair, il annonce en juin 1931 la création d’une meute de louveteaux. En 1932, cette troupe se transforme en Éclaireurs de la Jeunesse libérale israélite, composée de deux patrouilles. Il annonce un programme de visite de musées et des activités sportives. La jeunesse participe aux réunions de la WUPJ.

### Enseignement
Louis Germain Lévy est professeur d'histoire (1895-1905), professeur de philosophie (1895-1940) et directeur du Talmud Torah (1895-1940) à l’École Halphen qui deviendra en 1901 l'École Lucien-de-Hirsch. Il est professeur invité à l'Hochschule für die Wissenschaft des Judentums où il enseigne la littérature juive (1905-1914 et 1919-1939), l'Homilétique (1905-1914 et 1919-1939), et l'histoire de la civilisation juive (1919-1939). Il est professeur invité au Séminaire théologique juif de Breslau où il enseigne le judaïsme talmudique et rabbinique, la littérature juive (1905 -1914 et 1919-1938) et l'histoire de la civilisation juive (1919-1938). Il est professeur invité à l’Hebrew Union College-Jewish Institute of Religion où il enseigne la littérature juive (1905-1914-1919-1939), le judaïsme talmudique et rabbinique (1905-1914 et 1919-1938), et l'histoire de la civilisation juive (1919-1938). Il se porte candidat, sans succès, à la chaire d’histoire et civilisation juive créée par l’université de Paris en 1930. Il est secrétaire de la rédaction de la Revue des études juives entre 1907 et 1932, sauf pendant sa mobilisation, puis son directeur (1932-1940). Il est secrétaire général (1919-1932) puis président de la Société des études juives (1932-1940). Il est président de la Société asiatique(1944-1946).

### World Union for Progressive Judaism
En 1926, Louis-Germain Lévy participe à Londres â la fondation de la World Union for Progressive Judaism (WUPJ), dirigée par Claude Montefiore, Lily Montagu (en) et Israel Mattuck (de). Il devient le vice-président.
Une correspondance entre le rabbin de Copernic et Lily Montagu permet de suivre l’évolution de l’association de 1925 à 1941,

Louis-Germain Lévy contribue à l' établissement du mouvement libéral anglais. Il approuve l’idée d’une « Union internationale des communautés juives progressistes », le 12 octobre 1925 et prononce un discours le 3 avril 1930 lors de la cérémonie d’ouverture . Un prosélytisme vise les juifs immigrés, proposant aux Juifs russes et polonais et aux pionniers de Palestine, le judaïsme libéral :
. Les nouvelles générations […] ne veulent plus de l’orthodoxie mais ne connaissant pas la nature du judaïsme libéral, elles optent pour l’irréligion.

### Arnold Schoenberg

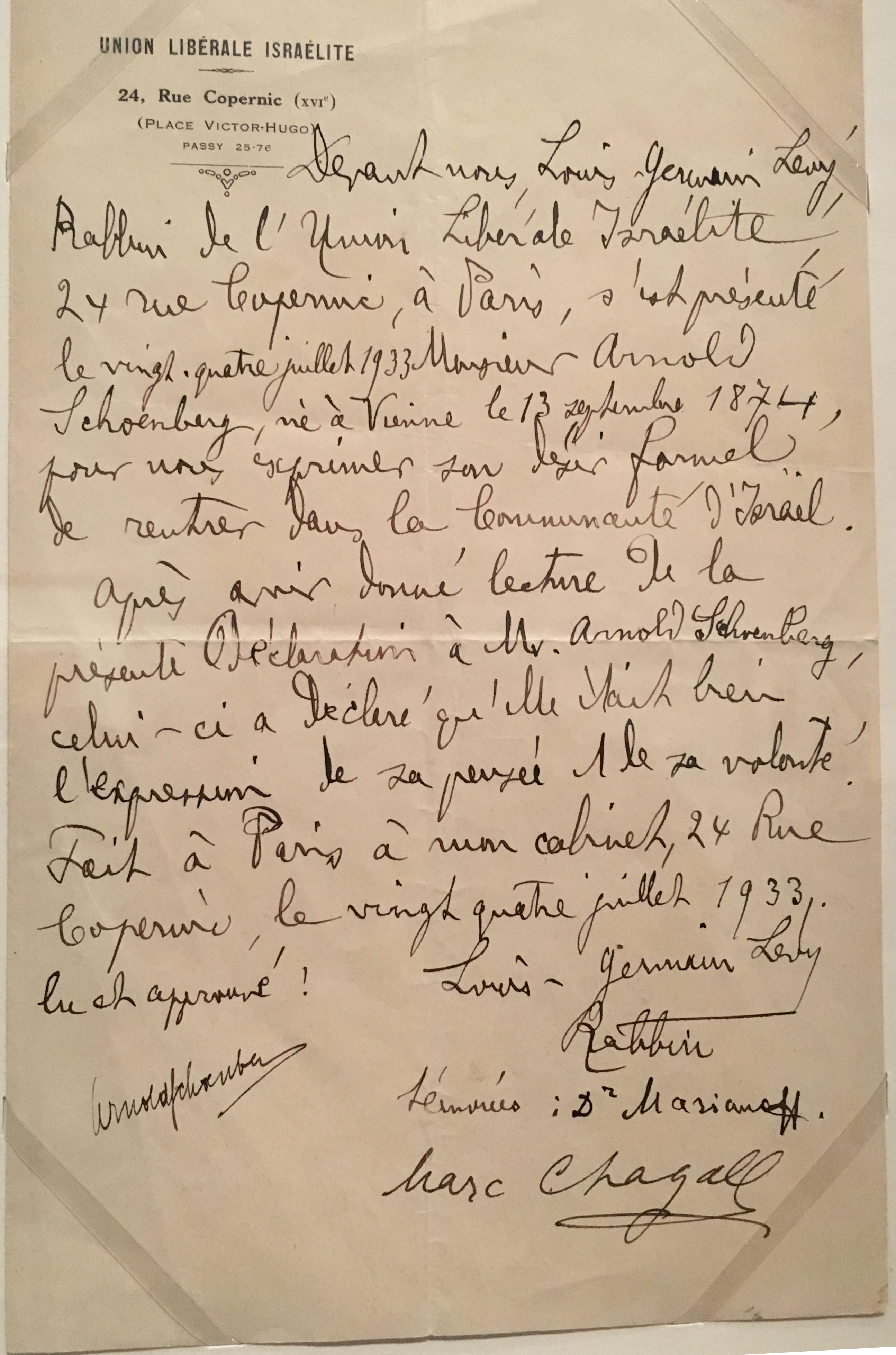
Document attestant le retour au judaïsme en 1933 d'Arnold Schönberg, Marc Chagall étant témoin

André Neher relate dans son ouvrage Ils ont refait leur âme ,

« Devant nous Louis-Germain Lévy, Rab- bin de l'Union libérale israélite, 24 rue
Copernic, à Paris, s'est présenté le vingt-
quatre juillet 1933 M. Arnold Schoenberg,
né à Vienne le treize septembre 1874, pour
nous exprimer son désir formel de rentrer dans la Communauté d'Israël.
Après avoir donné lecture de la présente Déclaration à M. Arnold Schoenberg, celui-ci a déclaré qu'elle était bien l'expres- sion de sa pensée et de sa volonté.
Fait à Paris à mon cabinet, 24 rue Copernic le vingt-quatre juillet 1933,
Lu et approuvé : Louis-Germain Lévy Arnold Schoenberg Rabbin
Témoins : Dr Marianoff Marc Chagall »

Louis Germain Lévy explique: un Juif, même converti à une autre religion, reste juif, il n’est point nécessaire d’un cérémonial pour marquer le retour dans la maison juive.

### Regina Jonas
Le 27 décembre 1935, Regina Jonas est ordonnée par les rabbins Max Dienemann (de) de l'Association des rabbins libéraux d'Allemagne, et Louis-Germain Lévy à Offenbach-sur-le-Main.

### Seconde Guerre mondiale
En mai 1940, le corps rabbinique non mobilisé se réfugie à Lyon. Louis-Germain Lévy s'y installe avec sa femme, chargé par le grand rabbin Maurice Liber de rédiger des rapports pour le consistoire central.
Il revient à Paris, où il apprend la promulgation d’une ordonnance du 23 septembre 1940 interdisant aux juifs ayant fui la zone occupée d’y retourner. Louis Germain Lévy reste.
Dans la nuit du 2 au 3 octobre 1941 un attentat est perpétré 24 rue Copernic. Louis Germain y échappe car il loge chez l’assureur de la communauté Jean Daniel Videau, au 82 rue Lauriston. Ce dernier devient l’administrateur provisoire de l’ULI le 20 octobre 1941, car le rabbin et André Baur, ont refusé de s’affilier à l’Association consistoriale.
Un décret du Commissariat général aux questions juives fixe les modalités de la dissolution des associations juives et le transfert à l’Union générale des israélites de France.
André Baur demanda à Louis Germain Lévy de s’occuper du placement et du foyer des intellectuels.

### Après la guerre
A l’initiative du consistoire central, Louis Germain Lévy fait des offices pour les soldats juifs alliés, les membres de sa communauté n'étant pas encore revenus.
En outre ses locaux abritent un vestiaire tenue par la WIZO et un bureau de la Fédération des sociétés juives de France. L’appartement de Louis-Germain Lévy, au premier étage, est occupé par Georges Vajda, professeur au Séminaire israélite de France, peu pressé de quitter les lieux ,,
Début mai 1945, le grand rabbin de Paris Julien Weill suggère au Consistoire d’absorber l’ULI, arguant que la mesure ne soulève aucune difficulté dès lors que la langue du culte reste le français.

Louis-Germain Lévy se tourne vers la WUPJ et Lily Montagu, secrétaire honoraire et future présidente de l’organisation, pour partager ses difficultés et confier son découragement :
En ce qui me concerne, je célèbre un service le vendredi soir, à moi seul, sans hazan [ministre officiant] et sans musique. Je n’ai malheureusement pas de Comité. Ainsi que je vous l’ai écrit, le président André Baur est mort en captivité, beaucoup de nos membres – et les plus influents – sont décédés. Notre ancien trésorier est à l’armée, il avait remis tous les papiers au président disparu, si bien que je ne touche ni traitement ni pension depuis juin 1940… Je reçois beaucoup de visites, surtout des jeunes hommes qui reviennent de la déportation, ou qui sont de passage à Paris, mais encore mobilisés. Je fais moi-même des visites à mes fidèles que je peux rejoindre. Je vois aussi pas mal de gens qui ont besoin de secours,
Louis Germain Lévy meurt le 15 décembre 1946 à son domicile. Il est inhumé au Cimetière du Montparnasse (25e Division, 2e section, 14 est, 22 nord).
André Zaoui lui succède comme rabbin de l’Union libérale israélite de France.

## Distinctions

### Décorations
- Officier de la Légion d'honneur à titre militaire le 15 avril 1946,Chevalier le 15 septembre 1918[5].
- Médaille militaire en 1917 [6].
- Croix de guerre 1914–1918 avec cinq citations à l’ordre du service de santé, quatre citations à l’ordre du régiment, trois citations à l’ordre de la brigade, trois citations à l’ordre de la division, deux citations à l'ordre du corps d'armée, une citation à l’ordre de l'Armée entre 1914 et 1918[6].
- Médaille d'honneur pour acte de courage et de dévouement en 1915[6].
- Médaille des blessés de guerre en 1916[6].
- Médaille de la Reconnaissance française en 1917[6].
- Médaille interalliée 1914-1918 en 1922[6].
- Croix du combattant en 1930[6].
- Croix du combattant volontaire 1914-1918 en 1935[6].
- Médaille commémorative de la bataille de Verdun en 1916[6].
- Médaille commémorative de la guerre 1914-1918 en 1920[6].
- Officier de l’Instruction publique en 1933[6].

### Récompenses
- Docteur honoris causa de l'Université hébraïque de Jérusalem en 1926[5].
- Prix de Jouy 1899 pour l’Inquisition[5].
- Prix Fabien 1904 pour Une religion rationnelle et laïque : la religion du XXe siècle[5].
- Prix Dodo 1905 pour La Métaphysique de Maïmonide[5].
- Prix Auguste-Furtado 1906 pour La Famille dans l'antiquité israélite[5].
- Prix Juteau-Duvigneaux 1907 pour L'esprit nouveau dans le catholicisme[5].
- Prix Halphen 1911 pour Maïmonide[5].
- Prix de Joest 1913 pour la religion moderne[5].

## Publications

### Articles
Louis Germain Lévy fonde et dirige les publications de l’Union libérale israélite.
Il contribue à l'Écho sioniste, Menorah, Chalom, la Revue juive, Archives israélites de France, la Revue littéraire juive, Le Journal juif, et Palestine.
Il contribue à L'Univers israélite et publie environ 500 articles, dans la Revue des études juives, The Jewish Chronicle, dans la Monatsschrift für die Geschichte und Wissenschaft des Judenthums (en), l’Allgemeine Zeitung des Judentums, la Jewish Quarterly Review et la Jewish Encyclopedia,.

### Ouvrages
- “L'Inquisition”, Paris, Durlacher, 52 p., 1899[35]
- “ Le Sens de la vie, conférence religieuse faite à la salle consistoriale de la rue de la Victoire, le 13 mai 1900”, Paris, 30p., 1900
- ” Discours de MM. Bernard Guguenheim et Alfred Lévy. Réponse de M. Louis-Germain Lévy”.30p, Dijon, 1901.
- ”Du totémisme chez les Hébreux”, Versailles, 1902
- “Une religion rationnelle et laïque : la religion du XXe siècle”, 75p.,1904[36]
- “La Famille dans l'antiquité israélite” Paris, Félix Alcan, 296.,1905[37],[38]
- “ La Métaphysique de Maïmonide”, Dijon, 149p.,1905[38],[39]
- “Office d'inauguration du Temple de l'Union libérale israélite (dimanche de Hanouca, 1er. décembre 1907.” L’Union libérale israélite , 1907
- “Des ailes à la terre, prières”, Paris, Union libérale israélite, librairie Durlacher, 146p., 1907
- “Des ailes à la terre, fêtes”, Paris, Union libérale israélite, librairie Durlacher, 146p., 1907
- ”L'esprit nouveau dans le catholicisme”, Paris,1907
- ”En Avant!”Paris, Union libérale israélite,1909
- ”Les résultats de l'exégèse biblique (Ancien Testament)”, Paris,1909
- “Souvenir et responsabilité. Je pense, donc je crois. Sème la tendress, tu récolteras l'amour. Trois entretiens.”, Paris, Union libérale israélite,23p.,1910
- ”De l'elegance morale : allocution prononcee a la ceremonie de l'initation religieuse du 11 juin 1911 a l'oratoire de l'Union liberale israelite”, Paris, Union libérale israélite, 12p., 1911
- “Maïmonide”, Paris, F. Alcan, 285p.,1911[40]
- ”La religion moderne.” , Paris, Félix Alcan,13p.,1913
- “ L'heure des âmes, allocution prononcée le jour de Kippour (19 septembre 1915) au Temple de l'Union libérale israélite, Paris : Union libérale israélite 7p., 1915
- “ Ce que nous sommes”, Union libérale israélite , 20p., 1917[41]
- “ Le sentiment religieux à l’heure actuelle: entretiens et discussions [durant l’hiver 1913-1914/Union de libres penseurs et de libres croyants pour la culture morale]; par MM. Abauzit, Anglas, Belot, Marc Boegner, Bois, Gaston Bonet-Maury, Célestin Bouglé,Bourgin, Ferdinand Buisson,Louis Caspar, Charmy, Aimé Chavan, Louise Compain, Léon Duguit, Dunan, Dunois, Émile Durkheim, Franz Bruno Erhardt (de), Faleire, De Faye, Élie Gounelle, Édouard Le Roy. Louis Germain Lévy,Augusta Moll-Weiss, MM. Jean et Henri Monnier, Wilfred Monod, Dominique Parodi, Polacco, Jules-Émile Roberty, Romain Rolland, Rouffiac, Gabriel Séailles, Seippen, Marcel Sembat, Mme Siegfried, MM. Édouard Soulier, Valès, John Viénot, Charles Wagner, Mlle Wust, Paris, Librairie philosophique J. Vrin, 1919
- “Le Problème du mal“, Albi, Paris, éditions du Monde nouveau, 6p., 1925
- ”Religionen”, en collaboration avec Max Dienemann, Louis Germain Lévy, Fritz Leopold, Heymann Steinthal, Berlin Gehring & Reimers,1925
- “Bericht über "Das Liberale Judentum in Frankreich”, 4p, Berlin 1928
- ”Rapport de l'Union liberale israelite de Paris,Londres,3p,1930
- “Louis-Germain Lévy,... Le Judaïsme libéral”,Paris, Union libérale israélite, 16 p. (s.d.)
- “La Voix d'Israël : conférences israélites” Sous la direction de Julien Weill avec la participation de Paul Alphandéry,Robert Anchel, Edmond Fleg, Jacob Kaplan, Sylvain Lévi,Louis Germain Lévy,Maurice Liber,Félix Meyer, Wiliam Oualid,Aimé Palliere,Salomon Reinach, G. Tedesco, Fondation Sefer (Paris), Radio Paris, Paris, édition Fondation Sefer, 188p., 1932
- “La Raison d'être de l'Union libérale israélite. Religion et humanité. Israël et le prosélytisme. L'Instinct religieux chez l'enfant. Le Judaïsme et la pensée contemporaine, entretiens donnés à l'Union libérale israélite MM. le rabbin Louis-Germain Lévy, Léon Brunschvicg, Théodore Reinach, Dr Pierre-Kahn et Aimé Pallière ”, Paris, Union libérale israélite,53p,1920
- “ Service d'actions de grâces au temple de l'Union libérale israélite en l'honneur de l'Armistice... Pour la victoire de nos armées, allocution de M. Louis-Germain Lévy... La Guerre et l'avenir de la Religion, sermon par M. le Dr Hyman G. Enelow (en)...”, Paris, Union libérale israélite, 15p. 1918
- “Souvenir des adieux faits à Madame G. Salvador en sa commanderie de Ballan, le... 7 novembre 1900 et au Temple israélite, à Paris le... 11 novembre 1900. [Allocutions de M. le rabbin Louis Lévy, de M. le pasteur Charles Wagner, de M. Karppe et de M. Zadoc Kahn, grand rabbin de France.]”, 56p., 1900